# Bob Wallace
Bob Wallace, född 29 maj 1949, död 20 september 2002, var en amerikansk programmerare och en av de tidigast anställda (den nionde i ordningen) på företaget Microsoft. Han grundade senare företaget QuickSoft (1983) och myntade ordet shareware genom distribution och skapandet av programmet PC-Write 
På senare tid i sin karriär startade han Mind Books (1996), ett postorder-företag för böcker om psykedeliska droger efter att länge ha haft ett intresse för deras tankeutvidgande potential.